# اريكا الكسندر
اريكا الكسندر (بالإنجليزية: Erika Alexander)‏ (و. 1969 – م) هي ممثلة تلفزيونية، وممثلة أفلام، وممثلة، من الولايات المتحدة الأمريكية، ولدت في وينسلو.

## وصلات خارجية
- اريكا الكسندر على موقع IMDb (الإنجليزية)
- اريكا الكسندر على موقع ألو سيني (الفرنسية)
- اريكا الكسندر على موقع ميوزك برينز (الإنجليزية)
- اريكا الكسندر على موقع أول موفي (الإنجليزية)
- اريكا الكسندر على موقع قاعدة بيانات الأفلام السويدية (السويدية)
- اريكا الكسندر على موقع إن إن دي بي (الإنجليزية)
- اريكا الكسندر على موقع ديسكوغز (الإنجليزية)
- اريكا الكسندر على موقع قاعدة بيانات الفيلم (الإنجليزية)
- اريكا الكسندر على موقع كينوبويسك (الروسية)